# Thực từ
Trong ngôn ngữ học, thực từ (chữ Hán: 實詞, tiếng Anh: content word) là từ có mang nội dung ngữ nghĩa và góp phần làm nên ý nghĩa của câu chứa nó. Theo cách tiếp cận truyền thống, người ta nói danh từ là để đặt tên đối tượng và các thực thể khác, thực động từ là để chỉ hành động, tính từ là để chỉ thuộc tính của thực thể, và trạng từ là để chỉ thuộc tính của hành động. Chúng khác hẳn với hư từ, do hư từ có rất ít ý nghĩa thực chất và chủ yếu chỉ để biểu thị quan hệ ngữ pháp giữa các thực từ, chẳng hạn như giới từ (in, out, under, v.v.), đại từ (I, you, he, who, v.v.) và liên từ (and, but, till, v.v.).
Mọi từ đều có thể được xếp vào loại thực từ hoặc hư từ, nhưng không phải lúc nào cũng dễ dàng khu biệt được. Chỉ với khoảng 150 hư từ, 99,9% từ ngữ trong tiếng Anh đều là thực từ. Tuy số lượng ít nhưng hư từ lại được sử dụng với tần suất khá cao so với thực từ và chiếm khoảng 50% trong văn bản tiếng Anh bất kì, nguyên nhân là do theo thói quen người ta hay ràng buộc hư từ với thực từ hầu như mọi khi dùng đến chúng, điều này tạo ra sự phụ thuộc lẫn nhau giữa hai nhóm từ.
Thực từ thường là lớp mở, và có thể thêm từ mới vào lớp này trong ngôn ngữ một cách dễ dàng. Liên quan đến âm vị học tiếng Anh, thực từ nói chung tuân theo hạn lệ từ ngữ tối thiểu là không ngắn hơn hai mora (độ dài tối thiểu của hai âm tiết nhẹ hoặc một âm tiết nặng), nhưng hư từ thì thường là không tuân theo thế.